# Bernard Busza
Bernard Busza (ur. 17 maja 1908 w Kobylinie, zm. 5 grudnia 1980 w Kole) – polski lekarz i wojskowy. Wieloletni dyrektor Szpitala Powiatowego w Kole.

## Życiorys
Urodził się w Kobylinie w powiecie krotoszyńskim. Jego ojciec, z zawodu piekarz był uczestnikiem powstania wielkopolskiego, a brat dowodził jedną z grup powstańczych walczących w okolicy Rawicza. W latach 20. XX wieku wraz z rodziną przeprowadził się do Poznania, gdzie w 1927 zdał maturę w Gimnazjum św. Marii Magdaleny. W 1933 roku ukończył studia na Wydziale Lekarskim Uniwersytetu Poznańskiego. W tym samym roku wstąpił do Szkoły Podchorążych Rezerwy Sanitarnej w Warszawie, którą ukończył uzyskując stopień podporucznika rezerwy.
W 1935 roku zamieszkał w Kole i rozpoczął pracę w miejscowym szpitalu jako asystent doktora Władysława Witkowskiego. W 1939 roku został zmobilizowany, w Legionowie został następnie przydzielony do służby w jednym z pociągów pancernych. Od 2 do 8 września udzielał pomocy rannym na odcinku Kutno−Toruń, a od 10 września brał udział w działaniach wojennych w okolicy Kutna i Łęczycy. Po wysadzeniu pociągu w powietrze udał się do Warszawy, gdzie przydzielony został do I Kompanii Sanitarnej, a po kapitulacji skierowany został do Szpitala Ujazdowskiego. Po zwolnieniu w 1940 roku powrócił do Koła.
Podczas okupacji przez cały czas pracował jako chirurg w kolskim szpitalu, w czym pomagała mu znajomość języka niemieckiego. Po wyzwoleniu w 1945 roku został dyrektorem Szpitala Powiatowego, wstąpił również do Stronnictwa Demokratycznego. 
W 1953 roku uzyskał specjalizację II stopnia w zakresie chirurgii. W latach 1956−1959 dzięki jego zabiegom rozpoczęto budowę nowego budynku szpitala przy ulicy Poniatowskiego. Funkcję dyrektora piastował do 30 września 1969 roku, a jego zwolnienie z funkcji było dużym zaskoczeniem dla lokalnej społeczności. Dalej jednak pracował w szpitalu, a 31 stycznia 1976 roku przeszedł na emeryturę.
Zmarł 5 grudnia 1980 roku i pochowany został na cmentarzu rzymskokatolickim w Kole. W tym samym grobie spoczęła też jego żona – Zofia z domu Ostrowska (córka Michała Ostrowskiego, zm. 1988). Ich jedynym synem był Jerzy Busza, krytyk sztuki i publicysta.

## Odznaczenia
- Krzyż Kawalerski Orderu Odrodzenia Polski (1970)
- Złoty Krzyż Zasługi (1956)
- Medal za Warszawę 1939–1945 (1946)
- Medal 50-lecia PCK
- Odznaka honorowa „Za zasługi w rozwoju województwa konińskiego”
- „Zasłużony członek Stronnictwa Demokratycznego” (1976)

## Upamiętnienie
Od 2017 roku jest patronem ulicy na Osiedlu Kaliskim (wcześniej patronem ulicy był Jan Oliskiewicz).